# Die Dreigroschenoper

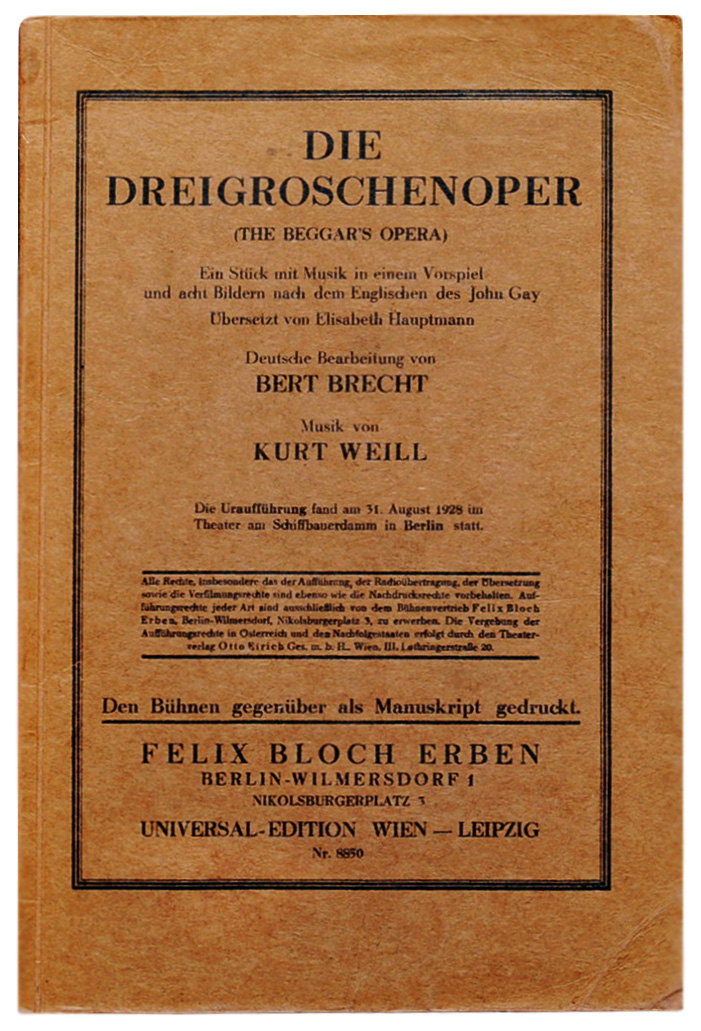
Verlagseinband des Erstdruckes des Librettos 1928

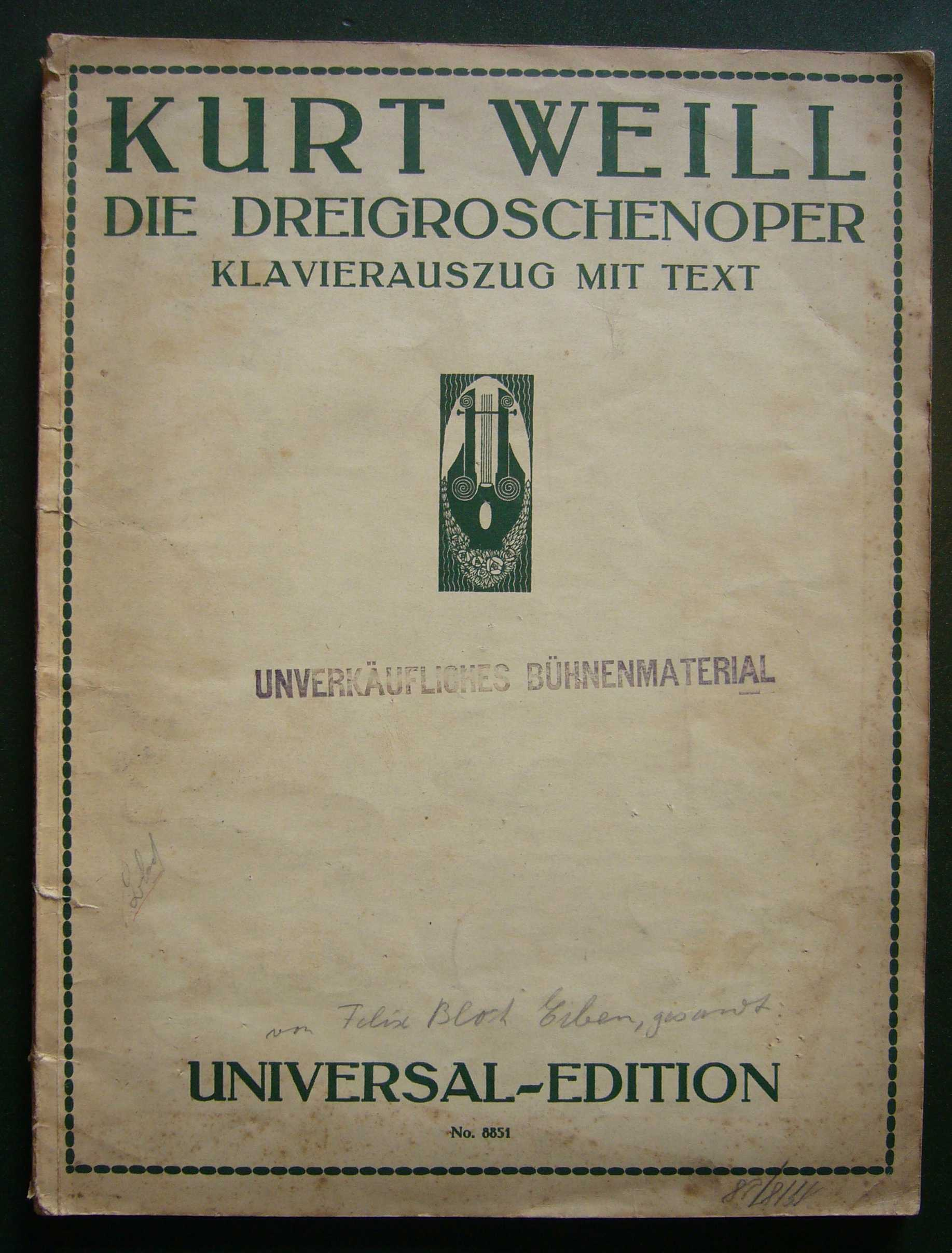
Titelblatt der Erstausgabe des Klavierauszugs vom Oktober 1928

Die Dreigroschenoper ist ein Theaterstück von Bertolt Brecht und Elisabeth Hauptmann mit Musik von Kurt Weill. Die Uraufführung fand am 31. August 1928 im Theater am Schiffbauerdamm in Berlin statt. Das „Stück mit Musik in einem Vorspiel und acht Bildern“ wurde die erfolgreichste deutsche Theateraufführung bis 1933, einige Musiknummern wie Die Moritat von Mackie Messer (englisch Mack the Knife) wurden Welthits.

## Handlung
Die Handlung kreist um den Konkurrenz- und Existenzkampf zwischen zwei „Geschäftsleuten“, dem Kopf der Londoner Bettelmafia (Peachum), der Bettler erpresst und sie so ausstattet, dass sie das Mitleid der Passanten erregen, und einem Verbrecher (Macheath), der gute Beziehungen zum Polizeichef (Brown) von London hat.
Das Stück ist im Stadtteil Soho, der von zwielichtigen Gestalten beherrscht wird, angesiedelt. Der Hinweis auf die Krönung legt die Vermutung nahe, dass die Oper im Viktorianischen Zeitalter spielen soll und schließlich die Krönung Victorias 1837 gemeint ist. Gleichwohl lässt sich die Handlung zeitlich nicht präzise fixieren, sind doch die Elemente des modernen Verkehrs und der Industrialisierung in dieser Form historisch eher spätere Elemente. Durch diese unklare Kontextualisierung schafft Brecht sowohl Distanz zu den Verhältnissen von 1928 als auch zur Entstehungszeit der Beggar’s Opera von John Gay.
„Sie werden jetzt eine Oper hören. Weil diese Oper so prunkvoll gedacht war, wie nur Bettler sie erträumen, und weil sie so billig sein sollte, dass Bettler sie bezahlen können, heißt sie Die Dreigroschenoper“ (einleitender Text von Brecht zur Schallplatten-Aufnahme).

### Vorspiel
Jahrmarkt in Soho. („Die Bettler betteln, die Diebe stehlen, die Huren huren. Ein Moritatensänger singt eine Moritat.“)
Ein Moritatensänger singt Die Moritat von Mackie Messer, in der er die Untaten des Gaunerbosses vorstellt.

### Erster Akt
1. Jonathan Jeremiah Peachums Bettlergarderoben. („Um der zunehmenden Verhärtung der Menschen zu begegnen, hatte der Geschäftsmann J. Peachum einen Laden eröffnet, in dem die Elendsten der Elenden jenes Aussehen erhielten, das zu den immer verstockteren Herzen sprach.“)
Jonathan Peachum ist Inhaber der Firma Bettlers Freund, in der Londons Bettler organisiert sind und gegen Abgabe der Hälfte ihrer Einnahmen Hilfsmittel und Unterstützung erhalten. Doch er hat Sorgen: Nicht nur muss er sich mit Bettlern wie Filch herumärgern, die selbstständig und auf eigene Faust gebettelt haben, nein, er muss auch noch feststellen, dass seine Tochter Polly mit dem Gangster Mackie Messer fortgegangen und nicht nach Hause gekommen ist.
2. Leerer Pferdestall. („Tief im Herzen Sohos feiert der Bandit Mackie Messer seine Hochzeit mit Polly Peachum, der Tochter des Bettlerkönigs.“)
Polly und Mackie Messer feiern unterdessen in einem Pferdestall Hochzeit, Hochzeitsgäste sind die Platte (Mackies Gangster), die gestohlene Möbel für die Ausstattung heranschleppen. Pastor Kimball traut die Liebenden.
3. Peachums Bettlergarderoben. („Für Peachum, der die Härte der Welt kennt, bedeutet der Verlust seiner Tochter dasselbe wie vollkommener Ruin.“)
Als Peachum und seine Frau davon erfahren, beschließen sie, Mackie an die Polizei auszuliefern.
I. Dreigroschen-Finale („Über die Unsicherheit menschlicher Verhältnisse“)
Peachum, Mrs. Peachum und Polly singen das erste Dreigroschen-Finale.

### Zweiter Akt
4. Der Pferdestall. („Donnerstagnachmittag: Mackie Messer nimmt Abschied von seiner Frau, um vor seinem Schwiegervater auf das Moor von Highgate zu fliehen.“)
Polly warnt ihren Mann vor der drohenden Verhaftung. Dieser flieht umgehend – jedoch nicht ins Moor von Highgate, sondern in ein Hurenhaus.
Zwischenspiel („Vor den Vorhang tritt Frau Peachum mit der Spelunken-Jenny.“)
5. Hurenhaus in Turnbridge. („Die Krönungsglocken waren noch nicht verklungen und Mackie Messer saß bei den Huren von Turnbridge! Die Huren verraten ihn. Es ist Donnerstag abend.“)
Jenny, eine der Huren und seine Ex-Geliebte, verrät Mackie. Er wird verhaftet.
6. Gefängnis in Old Bailey, ein Käfig. („Verraten von den Huren, wird Macheath durch die Liebe eines weiteren Weibes aus dem Gefängnis befreit.“)
Lucy, die Tochter des Polizeichefs Brown und eine frühere Geliebte Mackies, besucht ihn im Gefängnis und macht ihm Vorwürfe wegen seiner Untreue. Als auch Polly ihren Mann im Gefängnis besuchen will, kommt es zu einer Eifersuchtsszene zwischen den beiden Frauen. Mackie gelingt es dennoch, Lucy dazu zu überreden, ihm zur Flucht zu verhelfen.
II. Dreigroschen-Finale („Wovon lebt der Mensch?“)
Macheath und Spelunken-Jenny treten vor den Vorhang und singen bei Songbeleuchtung das zweite Dreigroschen-Finale. Nach dem Klavierauszug singen es Macheath und Mrs. Peachum.

### Dritter Akt
7. Peachums Bettlergarderoben. („In derselben Nacht rüstet Peachum zum Aufbruch. Durch eine Demonstration des Elends beabsichtigt er, den Krönungszug zu stören.“)
Am Krönungstag der (nicht näher bezeichneten) Königin wird Mackie, der mittlerweile bei einer anderen Geliebten Unterschlupf gefunden hat, erneut verraten und verhaftet.
Zwischenspiel („Vor dem Vorhang erscheint Jenny mit einem Leierkasten und singt den Salomon-Song.“)
8. Ein Mädchenzimmer in Old Bailey. („Kampf um das Eigentum.“)
9. Todeszelle. („Freitag morgen, 5 Uhr: Mackie Messer, der abermals zu den Huren gegangen ist, ist abermals von den Huren verraten worden. Er wird nunmehr gehängt.“)
Unter dem Galgen leistet Mackie Messer jedermann Abbitte.
III. Dreigroschen-Finale („Auftauchen des reitenden Boten.“)
Doch kurz bevor es zur Hinrichtung kommt, erscheint Brown als berittener königlicher Bote und verkündet, dass Mackie nicht nur begnadigt, sondern auch in den Adelsstand erhoben wird.

## Songs
Kurt Weill vermischte in seiner Musik zur Dreigroschenoper Elemente aus Jazz und Tango, Blues und Jahrmarkts-Musik und garnierte sie mit ironischen Seitenhieben auf Oper und Operette. Die Melodie einer Musiknummer, der Nr. 3 (Morgenchoral des Peachum), wurde aus der Vorlage von Johann Christoph Pepusch übernommen. Pepusch wiederum hatte die Melodie dieses Songs von einem alten schottischen Volkslied (An old Woman Clothed in Gray) übernommen. Eingelegt sind Balladen nach François Villon (u. a. Ballade, in der Macheath jedermann Abbitte leistet, Ruf aus der Gruft oder Die Zuhälter-Ballade) und Rudyard Kipling (Der Kanonensong).

### Orchesterbesetzung
Die Musik ist für sieben Musiker geschrieben, die abwechselnd 25 Instrumente spielen. Das entspricht der damaligen Praxis von Salon-Orchestern und ähnlichen Ensembles, in denen die Musiker ebenfalls verschiedene Instrumente spielten.
1. Altsaxophon in Es (auch Querflöte, Piccoloflöte, Klarinette, Sopransaxophon und Baritonsaxophon)
2. Tenorsaxophon (auch Klarinette, Fagott und Sopransaxophon)
3. Trompete
4. Posaune (auch Kontrabass)
5. Banjo (auch Bandoneon, Violoncello, Gitarre, Hawaii-Gitarre und Mandoline)
6. Pauken (auch Schlagwerk und Trompete)
7. Harmonium (auch Klavier (Direktion) und Celesta)

### Vorspiel und erster Akt
- 1. Ouvertüre (Klarinette, Sopransaxophon, Altsaxophon, Tenorsaxophon, 2 Trompeten, Posaune, Pauke, Banjo, Harmonium)
- 2. Die Moritat von Mackie Messer – Moritatensänger (Sopransaxophon, Altsaxophon, Tenorsaxophon, Trompete, Posaune, Becken, Holztrommel, Kleine Trommel, Tomtom, Große Trommel, Banjo, Harmonium, Klavier)
- 3. Der Morgenchoral des Peachum – Peachum (Harmonium)
- 4. Der Anstatt-dass-Song – Peachum, Mrs. Peachum (Altsaxophon, Tenorsaxophon, Trompete, Posaune, Glockenspiel, Große Trommel, Banjo, Harmonium, Klavier, Cello, Kontrabass)
- 5. Das Hochzeitslied für ärmere Leute – Platte (Altsaxophon, Tenorsaxophon, 2 Trompeten, Posaune, Bandoneon, Klavier oder Harmonium)
- 6. Die Seeräuber-Jenny – Polly (2 Klarinetten, Trompete, Posaune, Becken, Triangel, Tomtom, Kleine Trommel, Große Trommel, Banjo, Klavier)
- 7. Der Kanonensong – Macheath, Tiger-Brown (Kleine Flöte, Altsaxophon, Tenorsaxophon, Baritonsaxophon, 2 Trompeten, Posaune, Becken, Jazztrommel, Holztrommel, Kleine Trommel, Große Trommel, Banjo, Hawaiigitarre, Klavier)
- 8. Liebeslied – Macheath, Polly (Altsaxophon, Tenorsaxophon, Trompete, Pauke, Becken, Jazztrommel, Klavier, Cello, Kontrabass)
- 9. Barbarasong (Der Song vom Nein und Ja) – Polly (Altsaxophon, Tenorsaxophon, Trompete, Posaune, Banjo, Klavier)
- 10. I. Dreigroschen-Finale: Über die Unsicherheit menschlicher Verhältnisse – Peachum, Mrs. Peachum, Polly (Flöte, Klarinette, Altsaxophon, Tenorsaxophon, Fagott, 2 Trompeten, Posaune, Pauken, Holztrommel, Kleine Trommel, Große Trommel, Banjo, Harmonium, Klavier, Cello, Kontrabass)

### Zweiter Akt
- 11. Melodram – Macheath, Polly (Flöte, Sopransaxophon, Gitarre, Celesta, Kontrabass)
- 11a. Pollys Lied – Polly (Klarinette, Sopransaxophon, Tenorsaxophon, Trompete, Glockenspiel, Harmonium, Klavier, Cello, Kontrabass)
- 12. Die Ballade von der sexuellen Hörigkeit – Mrs. Peachum (Altsaxophon, Tenorsaxophon, Baritonsaxophon, Fagott, 2 Trompeten, Posaune, Gitarre, Bandoneon, Harmonium)

Diese Nummer stand ursprünglich anstelle des „Salomonsongs“ (Nr. 18) und wurde zwei Wochen vor der Uraufführung gestrichen.
- 13. Die Zuhälterballade – Macheath, Jenny (Flöte, Klarinette, Sopransaxophon, Altsaxophon, Tenorsaxophon, Trompete, Pauken, Becken, Jazztrommel, Holztrommel, Kleine Trommel, Große Trommel, Banjo, Hawaiigitarre oder Mandoline, Gitarre, Bandoneon, Klavier, Kontrabass)
- 14. Die Ballade vom angenehmen Leben – Macheath (Altsaxophon, Tenorsaxophon, Trompete, Posaune, Becken, Kleine Trommel, Große Trommel, Banjo, Klavier)
- 15. Das Eifersuchtsduett – Lucy, Polly (Klarinette, Altsaxophon, Tenorsaxophon, 2 Trompeten, Pauke, Becken, Kleine Trommel, Banjo, Klavier, Harmonium, Cello, Kontrabass)
- 16. II. Dreigroschen-Finale: Über die Frage „Wovon lebt der Mensch?“ – Macheath und Jenny oder Mrs. Peachum, Chor (Altsaxophon, Tenorsaxophon, 2 Trompeten, Posaune, Pauken, Becken, Jazztrommel, Tamtam, Große Trommel, Gitarre, Bandoneon, Klavier)

### Dritter Akt
- 17. Das Lied von der Unzulänglichkeit menschlichen Strebens – Peachum (Altsaxophon, Tenorsaxophon, 2 Trompeten, Posaune, Becken, Triangel, Holztrommel, Große Trommel, Bandoneon, Klavier)
- 18. Salomonsong – Jenny (Harmonium)
- 19. Ruf aus der Gruft, (Epistel an seine Freunde) – Macheath (Altsaxophon, Tenorsaxophon, Trompete, Posaune, Tomtom, Klavier)
- 20. Grabschrift (Ballade, in der Macheath Jedermann Abbitte leistet) – Macheath (Flöte, Altsaxophon, Tenorsaxophon, Fagott, 2 Trompeten, Posaune, Glocken, Rührtrommel, Große Trommel, Harmonium, Klavier, Cello, Kontrabass)
- 20a. Gang zum Galgen (Altsaxophon, Tenorsaxophon, Trompete, Posaune, Becken, Tomtom, Kleine Trommel, Große Trommel, Harmonium)
- 21. III. Dreigroschen-Finale – Tiger-Brown, Macheath, Polly, Peachum, Mrs. Peachum, Chor (Klarinette, Altsaxophon, Tenorsaxophon, Fagott, 2 Trompeten, Posaune, Becken, Triangel, Tomtom, Kleine Trommel, Rührtrommel, Große Trommel, Banjo, Gitarre, Bandoneon, Harmonium, Klavier, Kontrabass)

### Epilog und Anhang
- Epilog: Die Schlussstrophen der Moritat – Moritatensänger (Sopransaxophon, Altsaxophon, Tenorsaxophon, Trompete, Posaune, Becken, Holztrommel, Kleine Trommel, Tomtom, Große Trommel, Banjo, Harmonium, Klavier)
- Arie der Lucy – Lucy (Klavier)

Diese Nummer ist mitsamt der Szene, in der sie enthalten war, vor der Uraufführung gestrichen worden. Die Gesangspartie erfordert einen ausgezeichneten dramatischen Sopran. Die Arie existiert nur im Klavierauszug und wurde von Weill nicht instrumentiert. Ihr Platz wäre zwischen Nr. 18 und Nr. 19.

### Kleine Dreigroschenmusik
1928 komponierte Kurt Weill eine Suite aus der Dreigroschenoper, die Kleine Dreigroschenmusik für Blasorchester mit folgenden Sätzen: Ouvertüre / Die Moritat von Mackie Messer / Anstatt-dass-Song / Die Ballade vom angenehmen Leben / Pollys Lied / Tango-Ballade / Kanonen-Song / Dreigroschen-Finale.

## Exkurs
Die Handlung des Stückes hat im weiteren Sinne einen historischen Hintergrund. Im 18. Jahrhundert gab es in London eine gut organisierte Verbrecherbande, deren Anführer Jonathan Wild war. Diese Bande hatte mehrere Abteilungen, die einerseits Diebstahl und Raub betrieben, andererseits den Opfern die Beute zum Wiederkauf anboten. Zum dritten wurden enge Beziehungen zur Polizei unterhalten und missliebige Komplizen ausgeliefert. Wild wurde 1725 in London hingerichtet. Diese Konstellation griff John Gay für seine Beggar’s Opera auf, Jonathan Peachum trägt in der Oper Züge des Jonathan Wild.

## Entstehung
Die Dreigroschenoper ist eine Bearbeitung der Beggar’s Opera von John Gay (Text) und Johann Christoph Pepusch (Musik) aus dem Jahr 1728. Vorlage war die deutsche Übersetzung dieser Oper von Elisabeth Hauptmann, von der sich Brecht im Laufe der Arbeit allerdings immer weiter entfernte. Ursprünglich lautete die Bezeichnung: „Ein Stück mit Musik in einem Vorspiel mit 9 Bildern nach dem Englischen des John Gay. Übersetzung: Elisabeth Hauptmann. Bearbeitung: Bertolt Brecht. Musik von Kurt Weill“. Nach Schätzung des Theaterhistorikers Klaus Völker gehen 80 % der Texte auf Elisabeth Hauptmann zurück, sind jedoch deutlich von Brechts Stil gefärbt.
Die Dreigroschenoper ist – trotz des Namens, der an die Vorlage angelehnt ist – keine durchkomponierte Oper im engeren Sinn, sondern ein politisch engagiertes Theaterstück mit 22 abgeschlossenen Gesangsnummern, für die keine Opernsänger benötigt werden, sondern singende Schauspieler.
Die Idee zur Aufführung der Dreigroschenoper entstand im Frühjahr 1928 im Zusammenhang mit der geplanten Wiedereröffnung des Berliner Schiffbauerdamm-Theaters, für die Brecht dem neuen Direktor des Theaters, Ernst Josef Aufricht, ein halbfertiges Manuskript als erste Premiere für sein renoviertes Haus anbot. Aufricht, der von dem Stoff sofort angetan war, nahm ihn an – gar nicht wissend, dass er damit auch den jungen Komponisten Kurt Weill, den Brecht von Anfang an für die Vertonung der Texte vorgesehen hatte, mitverpflichtete. Aufricht bezweifelte anfänglich, dass der für seine Atonalität bekannte Weill der richtige Mann für die Musik sei. Brecht und Weill wollten gemeinsam eine neue Form des Musiktheaters entwickeln. Gemäß Brechts Idee vom „epischen Theater“ sollte das Geschehen auf der Bühne die Zuschauer nicht in eine illusionäre Welt hineinziehen, sondern sie vielmehr zur kritischen Reflexion anregen.
Die Dreigroschenoper konnte nur geschrieben werden, weil Brechts Mitarbeiterin Elisabeth Hauptmann 1926 Presseberichte über den anhaltenden Theatererfolg der wiederentdeckten Beggar’s Opera von John Gay gelesen hatte, die seit 1920 in London und anderen englischen Städten wiederaufgeführt wurde, und ihre Übersetzung Brecht vorlegte. Die im Bettlermilieu spielende Satire war bei ihrer Erstaufführung 1728 in London Stadtgespräch und brach bei ihrer Neuaufführung im Jahr 1920 mit fast 1500 Aufführungen alle Rekorde. Von März bis Mai 1928 erarbeiteten Brecht und Hauptmann gemeinsam eine erste Textfassung, einen großen Teil des Theaterstücks schrieb Hauptmann dann selbst, wurde aber später im Zuge der weltweiten Erfolgsgeschichte nie entsprechend genannt oder gewürdigt (das Programmheft der Uraufführung nennt noch: Die Dreigroschenoper von John Gay, übersetzt von Elisabeth Hauptmann in der Bearbeitung von Bert Brecht).
Brecht geriet wegen der bevorstehenden Eröffnung des Theaters unter Zeitdruck und beschloss, mit Weill zum Arbeiten für einige Wochen an die Riviera zu fahren. Doch vorher regelte er in einem Vertrag mit dem Verlag Felix Bloch Erben die Gewinnbeteiligung. Brecht bestand auf 62,5 Prozent. Weill erhielt 25, Elisabeth Hauptmann 12,5 Prozent. Im Juni und Juli arbeiten Brecht und Elisabeth Hauptmann dann an der französischen Riviera gemeinsam mit Weill und dessen Frau Lotte Lenya an der Endfassung.

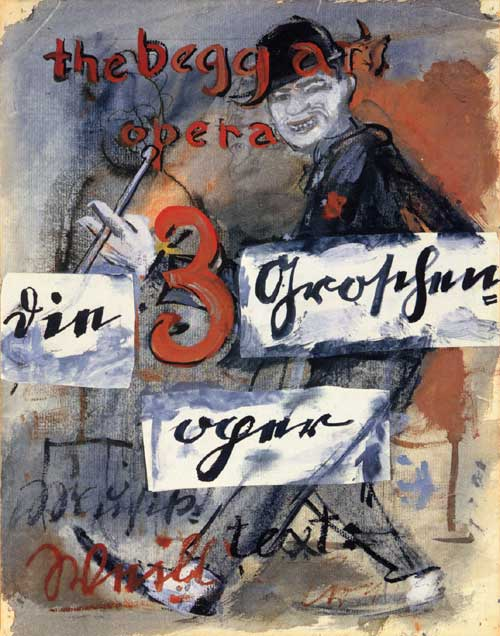
Plakat

Brecht hatte für die Oper ursprünglich den Titel Gesindel vorgesehen und sie im Juni 1928 unter dem Titel Die Ludenoper vom Verlag Felix Bloch Erben als Bühnenmanuskript vervielfältigen lassen. Erst Lion Feuchtwanger machte nach einem Probenbesuch den Vorschlag, das Stück Dreigroschenoper zu nennen. Der Klavierauszug wurde von der Universal Edition gedruckt. Der Druck begann am 28. Oktober 1928 durch die Waldheim-Eberle AG, zu Beginn noch mit einem grünlichen Einband im typischen UE-Stil. Im Januar 1929 tauschte UE das Deckblatt aus, nun zierte ein speziell zur Dreigroschenoper gestaltetes Cover die Ausgabe (im Hintergrund ein gemalter schwarzer Vorhang, davor in Kurrentschrift der Titel in Weiß).
Brecht benutzte für die Dreigroschenoper einige Lieder von François Villon, die in der Übersetzung von K. L. Ammer (Karl Anton Klammer) erschienen waren. Die Tatsache, dass er diese Quelle nicht angegeben hatte, veranlasste den Kritiker Alfred Kerr zu heftiger Kritik. Im Mai 1929 erhob er scharfe Vorwürfe gegen Brecht im Berliner Tageblatt. Brecht räumte daraufhin seine „Laxheit in Fragen geistigen Eigentums“ ein (betroffen waren rund fünf Prozent der Verse). Laut Friedrich Torberg musste Brecht an K. L. Ammer eine nicht unbeträchtliche Abschlagssumme zahlen, wofür dieser einen Weingarten erwarb und den dort gekelterten Wein „Dreigroschenwein“ nannte. Für die Neuausgabe der K.-L.-Ammerschen Villon-Ausgabe schrieb Brecht ein Sonett, das mit den Worten endete: „Nehm jeder sich heraus, was er grad braucht! Ich selber hab mir was herausgenommen …“
Rudyard Kiplings Ballade Screw-Guns hatte Brecht zum Kanonen-Song angeregt. Die Quelle war: Kanonen (Rudyard Kipling) aus Balladen aus dem Biwak (übersetzt von Marx Möller); Vita Verlag, Berlin 1911.
Am 1. August 1928 war Probenbeginn am Theater am Schiffbauerdamm (Berlin) unter der Regie von Erich Engel. Die musikalische Leitung hatte Theo Mackeben; es spielte die Lewis-Ruth-Band. Das Bühnenbild wurde von Caspar Neher entworfen. Besetzt waren: Harald Paulsen, Peter Lorre, Rosa Valetti, Carola Neher, Kurt Gerron, Kate Kühl, Ernst Busch und Naphtali Lehrmann. Kurt Weill trug zu Beginn seine Lieder vor und überzeugte den Regisseur Erich Engel und Direktor Aufricht, seiner Frau Lotte Lenya die Rolle der Spelunken-Jenny zu übertragen. In ihren Erinnerungen schrieb Lotte Lenya, dass die Produktion unter keinem guten Stern stand und in der Stadt Gerüchte über ein „völlig unzugängliches“ Stück, das Brecht geschrieben habe, verbreitet wurden.
Bald begann eine Pechsträhne: Carola Nehers Mann, der Dichter Klabund, litt an Tuberkulose und musste nach einem Anfall in ein Sanatorium nach Davos. Als sich seine Lage verschlimmerte, brach Neher die Proben ab und fuhr zu ihm. Nach Klabunds Tod kam Neher am 18. August wieder nach Berlin zurück und wurde bei den Proben zweimal ohnmächtig, bis ihr ein Arzt das Auftreten untersagte. Später bekannte sie, dass sie Brechts Songs, die er teilweise von dem französischen Dichter François Villon abgeschrieben hatte, nicht ertragen konnte, da Villon Klabunds Lieblingsdichter gewesen war. Eine Woche vor der Premiere übernahm Roma Bahn von ihr die Rolle der Polly.
Die letzten Tage vor der Premiere waren von Auseinandersetzungen zwischen dem Regisseur und dem Autor über die Songs geprägt, es wurde sogar vorgeschlagen, die Musik ganz zu streichen. Peter Lorre, der die Rolle des Jonathan Peachum spielen sollte, stieg aus, für ihn sprang kurzfristig Erich Ponto ein. Als der Regisseur Erich Engel nach einem Streit um den Schlusschoral entnervt das Handtuch warf, übernahm Brecht in letzter Minute selbst die Regie, außer ihm glaubte aber niemand mehr an eine Premiere. Harald Paulsen, der Darsteller des Mackie Messer, verlangte plötzlich eine bessere Einführung seiner Figur mit einem Lied, das auf sein Erscheinen vorbereiten sollte. Brecht schrieb einen Text, und Weill vertonte ihn über Nacht: Es war die Moritat, die zum populärsten Lied des Schauspiels werden sollte. Eine weitere Panne passierte mit dem Besetzungszettel: der Name von Lotte Lenya, die die Jenny spielte, wurde versehentlich weggelassen.
Karl Kraus, der manchmal an den Proben zur Dreigroschenoper-Uraufführung teilgenommen hatte, steuerte während der Generalprobe die zweite Strophe des „Eifersuchtsduetts“ bei, da seiner Meinung nach das Publikum von einer nicht genug haben werde.

## Rezeption

### Aufführungsgeschichte

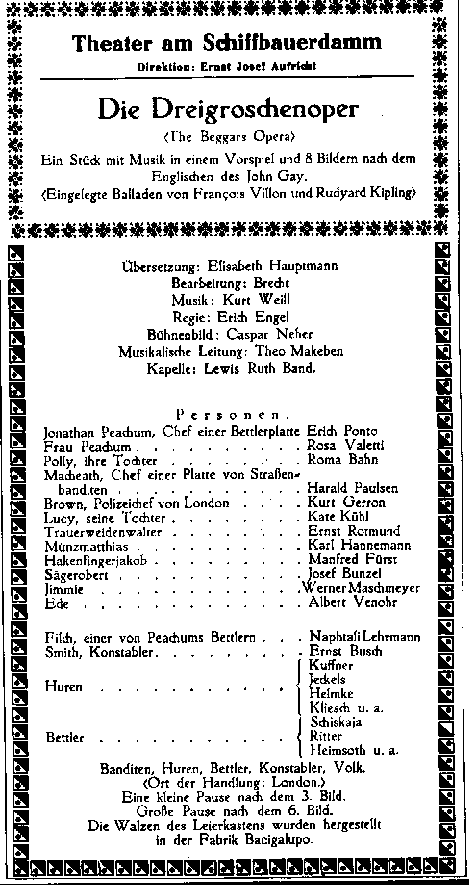
Besetzungszettel der Uraufführung. Die Angabe von Lotte Lenya als Jenny fehlt.

Die Uraufführung fand am 31. August 1928 statt und war einer der größten Erfolge der Theatergeschichte, allerdings nicht sofort. Zunächst herrschte eisige Stimmung und offensichtliche Ablehnung im Zuschauerraum. Erst mit dem Kanonensong brach das Eis. Beifallsstürme erklangen, das Publikum trampelte, der Song musste sogar wiederholt werden. Von da an wurde jeder Satz beklatscht, und die Dreigroschenoper wurde zum größten Theatererfolg der Weimarer Republik.
Bereits im Januar 1929 wurde sie an 19 deutschen Theatern sowie in Wien, Prag und Budapest gespielt. Die eingängigsten Songs – Die Moritat von Mackie Messer, das Lied von der Seeräuber-Jenny oder die Ballade vom angenehmen Leben – wurden auf allen Gassen nachgepfiffen. Die Dreigroschenoper sollte später das erfolgreichste deutsche Stück des 20. Jahrhunderts werden. Allein zum Ende der Saison 1928/29 verzeichnete man 4000 Aufführungen in 200 Inszenierungen – schon damals ein Jahrhundertrekord. Elias Canetti schrieb später: „Es war eine raffinierte Aufführung, kalt berechnet. Es war der genaueste Ausdruck dieses Berlin. Die Leute jubelten sich zu, das waren sie selbst, und sie gefielen sich. Erst kam ihr Fressen, dann kam ihre Moral, besser hätte es keiner von ihnen sagen können. Das nahmen sie wörtlich.“
1933 wurde die Dreigroschenoper von den Nationalsozialisten verboten. Das Stück war bis dahin in 18 Sprachen übersetzt und mehr als 10.000 Mal an europäischen Bühnen aufgeführt worden. Ihre erste Wiederaufführung im Nachkriegs-Berlin erlebte sie bereits im August 1945 am Hebbel-Theater mit Hubert von Meyerinck in der Hauptrolle. 1949 spielten die Münchner Kammerspiele eine von Brecht veränderte Fassung mit Hans Albers als Macheath.
Hannah Arendt attestierte der Dreigroschenoper in ihrem Buch Elemente und Ursprünge totaler Herrschaft 1951, das Stück habe „das genaue Gegenteil von dem, was Brecht mit ihm gewollt hatte“, bewirkt – die Entlarvung bürgerlicher Heuchelei. Das „einzige politische Ergebnis des Stückes war, daß jedermann ermutigt wurde, die unbequeme Maske der Heuchelei fallen zu lassen und offen die Maßstäbe des Pöbels zu übernehmen“.
Die Dreigroschenoper erreichte schließlich derartige internationale Berühmtheit, dass sie in den 1970ern den brasilianischen Sänger und Komponisten Chico Buarque zu seiner Ópera do Malandro (etwa: Die Gauneroper) inspirierte. Selbst das Paradestück der Dreigroschenoper, Die Moritat von Mackie Messer, wurde musikalisch von Buarque übernommen; auf Portugiesisch trägt es den Titel O Malandro.
1996 gab es eine Aufführung am Wiener Burgtheater, in der die englische Modeschöpferin Vivienne Westwood die Kostüme entwarf. Regie führte Paulus Manker, den Macheath spielte Fritz Schediwy, die Polly Maria Happel und die Seeräuber-Jenny Ingrid Caven, das Bühnenbild stammte von Erich Wonder.
Von der Kritik eher skeptisch aufgenommen wurde die Inszenierung von Klaus Maria Brandauer 2006 im Berliner Admiralspalast. Die Darsteller waren Campino (Mackie Messer), Jenny Deimling (Lucy), Maria Happel (Spelunken-Jenny), Gottfried John (Peachum), Birgit Minichmayr (Polly), Katrin Sass (Frau Peachum) und Michael Kind (Tiger Brown). Trotz aller Kritik besuchten mehr als 70.000 Zuschauer die 45 Vorstellungen.
Von 2007 bis 2020 wurde die Dreigroschenoper in der Inszenierung von Robert Wilson am Ort der Uraufführung, dem Theater am Schiffbauerdamm, gespielt. Der neue Intendant Oliver Reese setzte diese Inszenierung ab, um für 2021 eine Neuproduktion in der Regie von Barrie Kosky anzukündigen. Die Premiere der Neuinszenierung fand am 13. August 2021 statt. Koskys Inszenierung wurde 2022 bei den Ruhrfestspielen und am Internationaal Theater Amsterdam gezeigt; weitere Aufführungsorte waren das Teatro Argentina, Rom, das Edinburgh International Festival 2023 und das Adelaide Festival (2024).

### Verfilmungen
- Die Dreigroschenoper (1931), Regie: Georg Wilhelm Pabst, mit Rudolf Forster (Macheath), Carola Neher (Polly), Lotte Lenya (Jenny), Reinhold Schünzel (Brown), Fritz Rasp (Peachum), Valeska Gert (Mrs. Peachum), Hermann Thimig (Priester), Ernst Busch (Moritatensänger), Wladimir Sokoloff, Paul Kemp.[18]
- L’Opéra de quat’sous (gleichzeitig gedrehte französische Sprachversion, 1930/1931), Regie: Georg Wilhelm Pabst mit Albert Préjean (Macheath), Gaston Modot (Peachum), Margo Lion (Jenny), Odette Florelle (Polly), Wladimir Sokoloff, Antonin Artaud.
- Die Dreigroschenoper (1963), Regie: Wolfgang Staudte, mit Curd Jürgens (Macheath), Hildegard Knef (Jenny), Gert Fröbe (Peachum), Lino Ventura (Brown), Walter Giller (Filch), Hilde Hildebrand (Mrs. Peachum), Sammy Davis, Jr. (Moritatensänger).[19]
- Mack the Knife (1990), Regie: Menahem Golan, mit Raúl Juliá, Richard Harris, Julia Migenes, Roger Daltrey, Julie Walters.[20]
- Der dänische Regisseur Lars von Trier befasste sich 2003 mit dem Stoff. Für seinen Film Dogville mit Nicole Kidman ließ er sich von der Ballade der Seeräuber-Jenny inspirieren.
- Die Dreigroschenoper (2004) (Fernsehfilm). Regie: Ulrich Waller, Ulrich Tukur (Macheath), Christian Redl (Peachum), Eva Mattes (Mrs Peachum), Stefanie Stappenbeck (Polly), Peter Franke (Brown), Maria Bill (Jenny), Dirigent: Matthias Stötzel (St. Pauli Theater Hamburg)[21]
- Mackie Messer – Brechts Dreigroschenfilm (2018), Regie: Joachim A. Lang in die Kinos.[22] Die deutsch-belgische Co-Produktion thematisiert die Verfilmung des Stoffs zu Beginn der 1930er Jahre (s. u.). Unter anderen treten darin Lars Eidinger als Bertolt Brecht und Robert Stadlober als Kurt Weill auf sowie Tobias Moretti als Macheath und Hannah Herzsprung als Polly.

#### Der Dreigroschenprozess
1930 hatte die Nero-Film AG Rechte für die Verfilmung vom Verlag Felix Bloch Erben erworben, als Regisseur war Georg Wilhelm Pabst vorgesehen. Finanziers waren die Warner Bros. und die Tobis-Film, Brecht sollte die „Grundlage für das Drehbuch“ liefern. So entstand im September 1930 das Exposé Die Beule – Ein Dreigroschenfilm, an dem auch Leo Lania, Ladislaus Vajda und Béla Balázs mitgearbeitet hatten. Mitte September 1930 begannen die Dreharbeiten zu zwei Filmfassungen, einer deutschen und einer französischen. Die Filmfirma beteiligte Brecht nicht mehr (der Vertrag war bereits am 23. August 1930 gekündigt worden), woraufhin dieser gemeinsam mit Kurt Weill gegen den Produzenten klagte, um ein Aufführungsverbot zu erreichen. Die Klage wurde in erster Instanz abgewiesen und endete schließlich mit einem Vergleich, so dass der Film fertiggestellt und am 19. Februar 1931 in Berlin uraufgeführt werden konnte. Die Vorstellungen Brechts in seinem Exposé waren weitgehend unberücksichtigt geblieben. Im Zuge der Auseinandersetzung hatte die Filmgesellschaft gegen Brecht den Vorwurf erhoben, dem Film eine „ausgesprochen politische Tendenz“ geben zu wollen, was man als „politisch neutrale Firma“ nicht zulassen könne. In Deutschland und England lief der Film ungekürzt, die französische Version konnte erst nach Änderungen gezeigt werden. Im August 1933 wurde der Film dann in Deutschland verboten. Brecht schrieb unter dem Titel Der Dreigroschenprozeß. Ein soziologisches Experiment eine Analyse des Rechtsstreits, die er zusammen mit dem Filmexposé und dem Text der Dreigroschenoper im Heft 3 der Versuche veröffentlichte. Zeitgenössische Dokumente und Fotos zu Verfilmung – einschließlich einer kompletten Drehbuch-Fassung – und Prozess enthält das Katalogbuch Photo : Casparius von Hans-Michael Bock und Jürgen Berger. Verfilmung und Prozess sind Thema des Spielfilms Mackie Messer – Brechts Dreigroschenfilm (2018).

### Hörspiele
Aus dem Jahre 1930 existieren zwei Tondokumente.
1. Produktion: RRG (Länge: 26 Minuten) – Regie: Theo Mackeben
2. Produktion: Ultraphon (Länge: 32 Minuten) – Regie: E. J. Aufricht, mit Lotte Lenya, Erika Helmke, Kurt Gerron, Willy Trenk-Trebitsch, Erich Ponto, Lewis-Ruth-Band unter Theo Mackeben.

Im Jahre 1968 entstand eine aufwendige Hörspielproduktion mit vielen bekannten Stars der damaligen Zeit. Es war eine Gemeinschaftsproduktion von HR, SR, SWF und WDR. Die Aufführung wurde in Stereo hergestellt und hatte eine Laufzeit von 143 Minuten. Die Regie führte Ulrich Lauterbach. Die Mitwirkenden waren: Horst Tappert (Macheath), Willy Trenk-Trebitsch (Peachum), Heidemarie Hatheyer (Mrs Peachumg), Steffy Helmar (Polly), Franz Kutschera (Brown und Moritatensänger), Ursula Dirichs (Lucy), Spelunken-Jenny: Gudrun Thielemann (Jenny), Werner Siedhoff (Pastor Kimball), Werner Eichhorn (Filch), Uwe Dallmeier (ein Bettler)

### Diskographie
- 1930 Auszüge (Teldec) mit Lotte Lenya, Kurt Gerron, Erich Ponto, Willy Trenk-Trebitsch, Erika Helmke. Lewis Ruth Band, (Theo Mackeben) / Albert Préjean, Margo Lion, Jacques Henley

Historische Aufnahmen von 1930 (teilweise Uraufführungsbesetzung) und französische Aufnahmen des G. W. Pabst-Films:
- 1930–1931 mit Lotte Lenya, Kurt Gerron, Willi Trenk-Trebitsch, Erich Ponto / Lewis Ruth Band (Theo Mackeben) / Bertolt Brecht (singt zwei Lieder selbst) / Berliner Staatsopernorchester (Otto Klemperer), mit Mme. Damia (französische Moritat)

Historische Aufnahmen von 1930. Aus den Jahren um 1928–1931 existieren mehrere historische Aufnahmen:
- 1928–1931 mit Harald Paulsen, Carola Neher / Dreigroschen-Band / Lotte Lenya / Otto Klemperer / Theo Mackeben / Lys Gauty / Odette Florelle / Marianne Oswald / Gerda Madsen Haller-Revue-Jazz-Orchester / Marek Weber & Orchester
- 1955 Helge Rosvaenge, Rosette Anday, Kurt Preger, Alfred Jerger / Orchester der Wiener Staatsoper (F. Charles Adler)

Sehr langsam im Tempo, was aber der Original-Partitur Weills entspricht:
- 1958 (CBS) mit Lotte Lenya (Jenny), Wolfgang Neuss (Moritatensänger, Erzähler), Willy Trenk-Trebitsch (Peachum), Erich Schellow (Macheath), Johanna von Koczian (Polly), Wolfgang Gruner (Brown) / Orchester Freies Berlin (Wilhelm Brückner-Rüggeberg)

Originalinstrumentierung:
- 1959 (Europ. Phonoklub 1141) Schallplattenfassung mit Solisten und Ensemble des Theaters der Stadt Baden-Baden / Alf Reigl (Moritatensänger), Dieter Brammer (Peachum), Carola Erdin (Mrs Peachum), Edith Bussmann (Polly), Johannes Schütz (Macheath), Elsbeth von Lüdinghausen (Jenny) / Instrumentalsolisten des Südwestfunkorchesters Baden-Baden (Werner Meissner) / Hannes Tannert (Regie) / Dr. Karl Richter (Produktion)
- 1966 Nach der Frankfurter Aufführung einer Inszenierung von Harry Buckwitz mit Hans Korte, Franz Kutschera, Hans Stetter, Fritz Nydegger, Albert Hoermann, Anita Mey, Dieter Brammer / Orchester der Frankfurter Oper (Wolfgang Rennert)
- 1967 nach der Aufführung beim New York Shakespeare Festival mit Raúl Juliá (Macheath), Ellen Greene (Jenny), Caroline Kava (Polly), Blair Brown (Lucy), C. K. Alexander (Peachum) and Elizabeth Wilson (Ms Peachum) in neuer Übersetzung
- 1968 (Polydor) mit Hannes Messemer (Macheath), Helmut Qualtinger (Peachum), Berta Drews (Mrs Peachumg), Karin Baal (Polly), Martin Held (B), Hanne Wieder (Jenny), Franz Josef Degenhardt (Moritatensänger) / Orchester James Last (James Last) mit vollständigen Dialogen
- 1985 mit Sting, Tom Waits, Todd Rundgren, Stanard Ridgway

Pop-Versionen, die aber auf der Bühne von der Weill-Foundation nicht erlaubt werden:
- 1988 (Decca) mit René Kollo, Mario Adorf, Ute Lemper, Milva, Wolfgang Reichmann, Susanne Tremper, Rolf Boysen, Helga Dernesch / Rias Berlin Sinfonietta (John Mauceri)

Prestige-Produktion der Weill-Foundation in New York mit «berühmten» Namen:
- 1990 mit Waldemar Kmentt, Manfred Jung, Stephanie Myszak / Bulgarisches Radio Symphonie Orchester (Victor Symonette)

Alle Lieder in den Originaltonarten
- 1997 WDR/Capriccio. Macheath: Walter Raffeiner (Macheath), Peter Nikolaus Kante (Peachum). The König Ensemble, Dirigent Jan Latham-König
- 1999 RCA. Max Raabe (Macheath), HK Gruber (Peachum), Nina Hagen (Mrs Peachum). Ensemble Modern, Dir. HK Gruber

Erste Aufnahme der Kritischen Gesamtausgabe
- 2006 Slut: Songs aus Die Dreigroschenoper; es durften lediglich 5 der Lieder veröffentlicht werden.
- 2006 „Le Grand Lustucru – Lars Duppler Trio spielt Kurt Weill“ EC 536-2[24]

Zehn Lieder Weills als instrumental Jazz, darunter Nummern der Dreigroschenoper wie „Polly’s Song“, „Die Zuhälterballade“, „Der Morgenchoral des Peachum“ und „Die Moritat von Mackie Messer“.